# レッドdeハッスル
「レッドdeハッスル」（レッドでハッスル）は、大西ユカリと新世界のシングル。かつてプロ野球でパシフィック・リーグに属していた大阪近鉄バファローズ（以下「近鉄」）の応援歌として作成された。
作詞・キユサマ☆ワカルフ、作曲・パパダイスケ。サブスタンス（販売はビクターエンタテインメント）からCD EXTRA仕様で2003年に発売された。

## 解説
「レッドdeハッスル」は2003年に発表され、当時の近鉄のチームカラーであった赤を強調しつつ大阪弁の駄洒落を多用した歌詞を特徴とした応援歌である。大阪ドームのスコアボード（パナソニック製アストロビジョン）では大阪市内各所をロケ地とするPVが上映されたが、シングルではトラック3にPV映像が収録されている。
近鉄は発表翌年の2004年を以てオリックス・ブルーウェーブと合併しオリックス・バファローズとなったが、2013年6月15・16日の対ヤクルト（セ・パ交流戦）と8月23〜25日の対日本ハム戦でドーム移転後の1997年から球団最終年の2004年まで使用した近鉄のユニフォーム復刻イベントに合わせて「レッドdeハッスル」のPVが再上映されており、6月15日のヤクルト戦では歌唱者の大西ユカリがゲストに招かれて生歌を披露した。

## 収録内容
| 全作曲: パパダイスケ。 |                                              |                   |              |      |
| #                      | タイトル                                     | 作詞              | 作曲・編曲   | 時間 |
| 1.                     | 「レッドdeハッスル」                         | キユサマ☆ワカルフ | パパダイスケ | 3:37 |
| 2.                     | 「レッドdeハッスル（カラオケ）」             |                   | パパダイスケ | 3:35 |
| 3.                     | 「レッドdeハッスル」(PV ※エンハンスドCD仕様) |                   | パパダイスケ |      |
| 合計時間:              | 合計時間:                                    | 合計時間:         | 7:12         |      |

### アルバム収録
- 大西ユカリのエエ仕事（Pヴァイン、2007年）[3] - トラック1に収録。

## 備考
歌詞に挿入された語りでは「いやいややっぱし、大阪人の夢ゆうたらね、あのタテジマのチームとの大阪決戦！ そして日本一！」という台詞が含まれているが、前述の通り本曲の発表翌年にオリックスと合併して球団創設から55年の歴史に幕を閉じたため、近鉄として「夢」が実現することは無かった。合併後のオリックス・バファローズとしては、2023年の日本シリーズで本曲の発表から20年越しで対戦が実現したが4勝3敗で阪神が勝利している。